# Jerzy Leśniewski
Jerzy Leśniewski (Leśniowski) herbu Gryf – miecznik kijowski w 1674 roku.
Jako poseł na sejm konwokacyjny 1674 roku z województwa sandomierskiego był członkiem konfederacji generalnej zawiązanej 15 stycznia 1674 roku na tym sejmie.